# Des choses idiotes et douces
Des choses idiotes et douces est un roman de Frédéric Boyer publié le 23 février 1993 chez P.O.L et ayant obtenu le prix du Livre Inter la même année.

## Éditions
- Des choses idiotes et douces, P.O.L., 1993  (ISBN 2-86744-337-7)